# Santaires
Santaires es un destacado grupo vocal de música folklórica de Argentina creado en Buenos Aires en 1983. Inicialmente fue un cuarteto, luego se organizó como quinteto y finalmente se consolidó como sexteto.

## Biografía

### Primera etapa (1983-1987)
La formación original estuvo integrada por los hermanos Cesar (barítono) y Mario «Tato» Angeleri (barítono), Roberto Calvo (primer tenor) y Héctor Barría (segundo tenor). Este último tomó a su cargo los arreglos musicales y la dirección. El grupo se destacó rápidamente y obtuvo el Pre Cosquín '86, pero ese año Barría falleció trágicamente en un accidente.
La muerte de Barría llevó a una reorganización del grupo, que pasó a estructurarse como quinteto, con la incorporación de Jorge Giuliano y a Hugo Sayago, bajo la dirección de Roberto Calvo. Pero pocos meses después incorporan la voz de una mujer, Carolina Gauna, en reemplazo de Sayago. Con esa formación obtienen el primer premio en el Pre Cosquín '87. La formación del grupo continúa inestable, y primero se aleja Carolina Gauna, reemplazada por Paola Albano, y luego Calvo, reingresando Sayago. Pocos meses después el grupo se disuelve.

### Segunda etapa (1988-1989)
En 1988 Roberto Calvo y los hermanos Angeleri reorganizan el grupo como un quinteto masculino, incorporando a Román Giúdice y Germán Gómez.

### Tercera etapa (1989-2002)
En 1989, Roberto Calvo vuelve a refundar Santaires, esta vez como sexteto, con una voz femenina y con la inclusión de instrumentos de viento. Ingresan Guillermo Arce (flauta traversa y saxos), Pehuén Naranjo (bajo), Omar González (flauta traversa), Pedro Barbieri (percusión) y Laura Albarracín. Los integrantes siguen cambiando, e ingresan Jorge Jewsbury, Cecilia Pasos, Cesar Bringas y Jorge Otarola.
En 1996, el sexteto grabó su primer álbum, integrado por Calvo, Arce, Otarola, Juan José Concilio, Roberto «Beto» Berdún e Inés Tula.
Al año siguiente graban su segundo álbum, Capullo de esperanza, integrados por Calvo, Concilio, Berdún, Tula, a quienes se suman Jorge Berén y Gustavo Sastre, en reemplazo de Arce y Otarola. Hasta 2002, el grupo se mantuvo con esa formación, con el único ingreso de Laura Maglione en reemplazo de Inés Tula. Con esta última formación graban en 2000 su tercer álbum, Dicho y hecho.

### Cuarta etapa (2005-2014)
En 2005 el grupo vuelve a reorganizarse, tomando la forma de un sexteto masculino, integrado por Calvo, Concilio, Tato Angeleri, Diego Escudero, Javier Pérez y Horacio Felamini. En 2008 fueron nominados a los Premios Atahualpa como Figura del Año en el rubro Grupo Vocal e Instrumental. Ese mismo año, con esta última composición graban su cuarto disco, Canción acorralada (acústico), nominado a los Premios Gardel 2009.
En 2009 inauguraron Lo de Santaires (Peña Urbana).
Con esta formación viajan por casi todo el país y a Punta Arenas (Chile). En 2011 graban «De Una...» disco con instrumentos enchufados, batería y percusión (Colo Belmonte).
En 2013 Santaires cumple 30 años y lo festeja con un disco donde se regrabaron las canciones más representativas de toda la discografía del grupo.

### Quinta etapa (2014 - 2018)
En 2014 Diego escudero deja el grupo y es reemplazado por el guitarrista Manuel Navarro.

### Sexta etapa (2019 en adelante)
A fines de 2018 dejaron el grupo Roberto Calvo, Javier Pérez y Juan Concilio. El 1 de mayo de 2019 Santaires se rearma incorporando nuevos integrantes. La formación -hasta mediados de 2021- estuvo compuesta por Inés Cuello (voz), Manuel Navarro (actual director y arreglador), Mauro Caracotche (voz y precusión), Mario Angeleri (voz y guitarra) y Horacio Felamini (voz). A partir de septiembre de 2021 y en reemplazo de Mauro Caracotche, se integra Jerónimo Verdún (voz y guitarra). A fines de 2022 ingresan Natalia Martinez (en reemplazo de Inés Cuello) y Maxi Oliva en reemplazo de Jero Verdún, siendo ésta la formación actual.

## Discografía

### Álbumes
1. Santaires (1996)
2. Capullo de Esperanza (1997)
3. Dicho y Hecho (2002)
4. Canción Acorralada (2008)
5. De Una... (2011)
6. 30 Años (2013)